# Dad's Army (film)
Dad's Army är en brittisk komedifilm från 2016 i regi av Oliver Parker.
Filmen baseras på av Jimmy Perrys och David Crofts TV-serie Krutgubbar.

## Rollista i urval
- Toby Jones - Kapten George Mainwaring
- Bill Nighy - Sergeant Arthur Wilson
- Catherine Zeta-Jones - Rose Winters
- Tom Courtenay - Korpral Jack Jones
- Michael Gambon - Menige Godfrey
- Blake Harrison - Menige Pike
- Daniel Mays - Menige Walker
- Bill Paterson - Menige Frazer
- Mark Gatiss - Överste Theakes
- Mark Tandy - Major Cunningham
- Andrew Havill - Kapten Meeks
- Sarah Lancashire - Mrs. Mavis Pike
- Felicity Montagu - Mrs. Elizabeth Mainwaring
- Alison Steadman - Mrs. Fox
- Annette Crosbie - Cissy Godfrey
- Julia Foster - Dolly Godfrey
- Ian Lavender - Brigadgeneral Pritchard
- Frank Williams - Kyrkoherden